# تسوية الدين
تسوية الدين أو كما تُعرف بالتحكيم في الدين أو مفاوضات الدين أو التسوية الائتمانية، هي أسلوب يُستخدم لخفض الدين، إذ يتفق الدائن والمدين على رصيد مُخفض -متناقص- والذي يُعتبر تسديدًا للديون بشكل كامل حسب المُتفق عليه. أثناء فترة المفاوضات، يُسدد المدين كل المدفوعات إلى شركة تسوية الدين، والتي عادة ما تحجب هذه المدفوعات عن الدائنين، حتى لو قام المدين بدفع المبلغ المالي عبر دفعة واحدة أو عبر دفعات. بمجرد تعثُر حسابات العميل بسبب عدم تسديد المدفوعات، فإن شركة تسوية الديون تستخدم نفوذها لإجباره على القبول بسداد مبلغ مالي دفعة واحدة كعملية تسوية مع الدائن. ينخفض التصنيف الائتماني للمدين بشكل كبير بسبب تخلفه عن الوفاء بالتزاماته المالية، خصوصًا لو لم يكن المدين متخلفًا عن السداد قبل بدء فترة مفاوضات التسوية. حتى رغم تسوية حسابات المَدين، فإن تخلفه عن السداد يبقى ظاهرًا في سجله الائتماني لنحو سبع سنوات. ومع ذلك، يفضل بعض المدينين هذه الوسيلة لخفض الدين بدلًا من الإفلاس.
غالبًا ما تقترن عملية تسوية الدين مع عملية توحيد أو إدارة الديون. في عملية توحيد أو إدارة الديون، يدفع العميل أو المستهلك دفعات شهرية لشركات دمج الدين التي في المقابل تتحصل على بعض الرسوم وتمرر الباقي إلى الدائنين، فبهذه الطريقة يتمكن الدائنون من الاستمرار في الحصول على مدفوعاتهم شهريًا. في تسوية الدين، يدفع المستهلكون الدفعات المالية المُستحقة عليهم شهريًا لتتحصل شركات التسوية على بعض الرسوم والعمولات مقابل الأعمال القانونية والمفاوضات وتنقل الباقي من الدفعات إلى الدائنين. في بعض الأحيان تتمكن شركات تسوية الديون من إقناع الدائنين بقبول تسوية أقل من المدفوعات التي سيدفعها المَدين لتحصل الشركة على الفرق بينهما لنفسها.
أحيانًا، يلجأ بعض المدينين إلى تسوية الديون بدلًا من إدارة الديون التقليدية لأنهم يجهلون إدارة الديون.

## التاريخ
كمفهوم، كان المقرضون يُمارسون تسوية الدين منذ ألاف السنين. ومع ذلك، بدأت عمليات تسوية الدين بالظهور والانتشار في الولايات المتحدة في أواخر ثمانينيات وأوائل تسعينيات القرن العشرين عندما رفعت البنوك القيود التنظيمية، التي خففت من إجراءات إقراض المُستهلكين، تبع ذلك ركود اقتصادي مما وضع المُستهلكين تحت ضغوط اقتصادية ومالية كبيرة.
مع زيادة عمليات شطب البنوك للأرصدة المُستحقة على العملاء بدأت بإنشاء إدارات لتسوية الديون، مزودة بطاقم عمل مُؤهل للتفاوض مع العملاء المتعثرين لتخفيض أرصدتهم المُستحقة على أمل استعادة الأموال التي قد تُفقد في حالة تقديم صاحب بطاقة الدين إعلان الإفلاس بموجب الفصل السابع من قانون الدين الأمريكي. تتراوح عمليات التسوية النموذجية بين 25% و65% من الأرصدة غير المُسددة.
إلى جانب التصاعد غير المسبوق في أحمال الديون الشخصية، كان هناك تغير كبير أكثر خطورة، في عام (2005) مُرر تشريع فاقم بشكل كبير من ضعف معدل فرص الأمريكيين للمطالبة بالحماية من الإفلاس بموجب الفصل السابع. وفقًا للأوضاع القائمة الآن، إذا أعلن أي شخص الإفلاس وفشل في مجاراة خدمة الإيرادات الداخلية المُنظمة التي تتحقق من هذا الأمر، يُحال إلى خطة إعادة هيكلة الديون بموجب الفصل الثالث عشر، إذ يشترط الفصل الثالث عشر على المقترضين ضرورة تسديد الديون المُستحقة أو جزء منها لكل المُقرضين غير المضمونين. يتراوح تسديد الديون بموجب الفصل الثالث عشر من 1% إلى 100% من الديون المُستحقة للمُقرضين غير المضمونين، هذا يعتمد على قدرة المَدين على تسديد ديونه، وتصل فترة السداد إلى ثلاث سنوات لأولئك الذين يكسبون أقل من متوسط الدخل، وخمس سنوات للذين يكسبون أكثر من هذا، وذلك يخضع للميزانيات التي تفرضها الحكومة، كما تكون عقوبات التخلف عن السداد أشد.  

## عملية التسوية
تُعتبر تسوية الدين عملية تفاوضية مع الدائنين لتخفيف الديون الكلية في مقابل دفع مبلغ مُتفق عليه مرة واحدة. تحدث عملية التسوية الناجحة عندما يوافق الدائن على التخلي عن نسبة من رصيد الحساب الكلي للمَدين. في العادي، فقط الديون غير المضمونة وليست الديون المضمونة بأصول حقيقية مثل المنازل أو السيارات هي التي يُمكن تسويتها. تشمل الديون غير المضمونة الفواتير الطبية وبطاقات الدين، وليست قروض الطالب العامة أو تمويل الزواج أو شراء سيارة. بالنسبة للمَدين، تُعتبر تسوية الدين أمر منطقي جدًا، إذ يتجنبون وصمة العار التي تلاحقهم والقيود التي تفرضها المحكمة عند إعلانهم الإفلاس، بينما لايزالون يفاوضون على خفض الديون والتي رُبما تصل نسبة الخفض في بعض الحالات إلى 50% من أرصدتهم المَدينة، أمّا بالنسبة للدائن فهو يحاول استعادة الثقة في أن المَدين سيسدد له ما في مقدوره من المال وعدم الإفلاس، وفي هذه الحالة يخاطر الدائن بجزء من أمواله المُستحقة.
يُعتبر التفاوض مع وكالة تحصيل أموال أو مُشترٍ للديون أمر مُشابه للتفاوض مع شركة بطاقة الائتمان أو دائن أصلي آخر. مع ذلك، ستوافق العديد من وكالات تحصيل الأموال على القبول بكمية أقل من الأموال المُستحقة للدائن الأصلي، وذلك ببساطة لأنها ستدفع للدائن الأصلي جزء صغير من الأموال المُستحقة له والمُتفق عليها في عملية تسوية الدين، لكنها في المقابل ستتحصل على كمية أكبر من الأموال من المَدين. وفقَا لماكسين سويت، المُتحدثة باسم وكالة إكسبريان للتقارير الائتمانية فإنه يُمكن للمُستهلك في هذه الحالة المطالبة بإزالة طلب التحصيل الموجود في تقرير الائتمان الخاص به كجزء من عملية التسوية، لكن هذا لا ينطبق بشكل عام على الدائن الأصلي. حتى لو أُزيل حساب طلب التحصيل من التقرير الائتماني للمُستهلك بنجاح كشرط من شروط التسوية أثناء المفاوضات، فستظل العلامات السلبية من شركة بطاقة الائتمان الأصلية تلاحقه.
عادة ما يكون المرشحون لإجراء تسوية الديون هم الذين يعانون من ديون هائلة ولا يُمكنهم سدادها بأي حال من الأحوال أو لديهم تقارير ائتمانية سيئة من الأساس، أو أولئك الذين لا يهتمون بالتأثير السلبي على تقاريرهم الائتمانية.

### المملكة المتحدة
في المملكة المتحدة، يُمكنك تعيين كيان أو مُحكِّم قانوني نيابة عنك للتفاوض مع الدائن. عادة ما يقبل الدائنون بتقليص الأرصدة مقابل دفعة مالية واحدة مُتفق عليها، وهذا ما يُسمّى بالتسوية الكاملة أو التسوية النهائية، ورغم هذا، يُمكن توزيع المبلغ المُخصص سداده على مدة مُعينة مُتفق عليها.
في المملكة المُتحدة أيضًا، يقوم الدائنون مثل البنوك، البطاقات الائتمانية، شركات الاقتراض والدائنون الآخرون بشطب مبالغ مالية هائلة من الديون المُستحقة لهم لدى المُستهلكين. عادة ما يكون معظم الدائنين منفتحين نحو المفاوضات وهم على استعداد بقبول ما نسبته 50% أو أكثر من الديون المُستحقة. تسمح تسوية الديون للمُستهلكين بتوزيع المبلغ المُتفق عليه بعد المفاوضات على مدة زمنية مُحددة بدلًا من دفع مبلغ مقطوع دُفعة واحدة، وهذا ما يحدث بالفعل في حالة التسوية الكاملة أو التسوية النهائية.